# Chrysso viridiventris
Chrysso viridiventris är en spindelart som beskrevs av Yoshida 1996. Chrysso viridiventris ingår i släktet Chrysso och familjen klotspindlar. Inga underarter finns listade i Catalogue of Life.